# Підгірський Потік

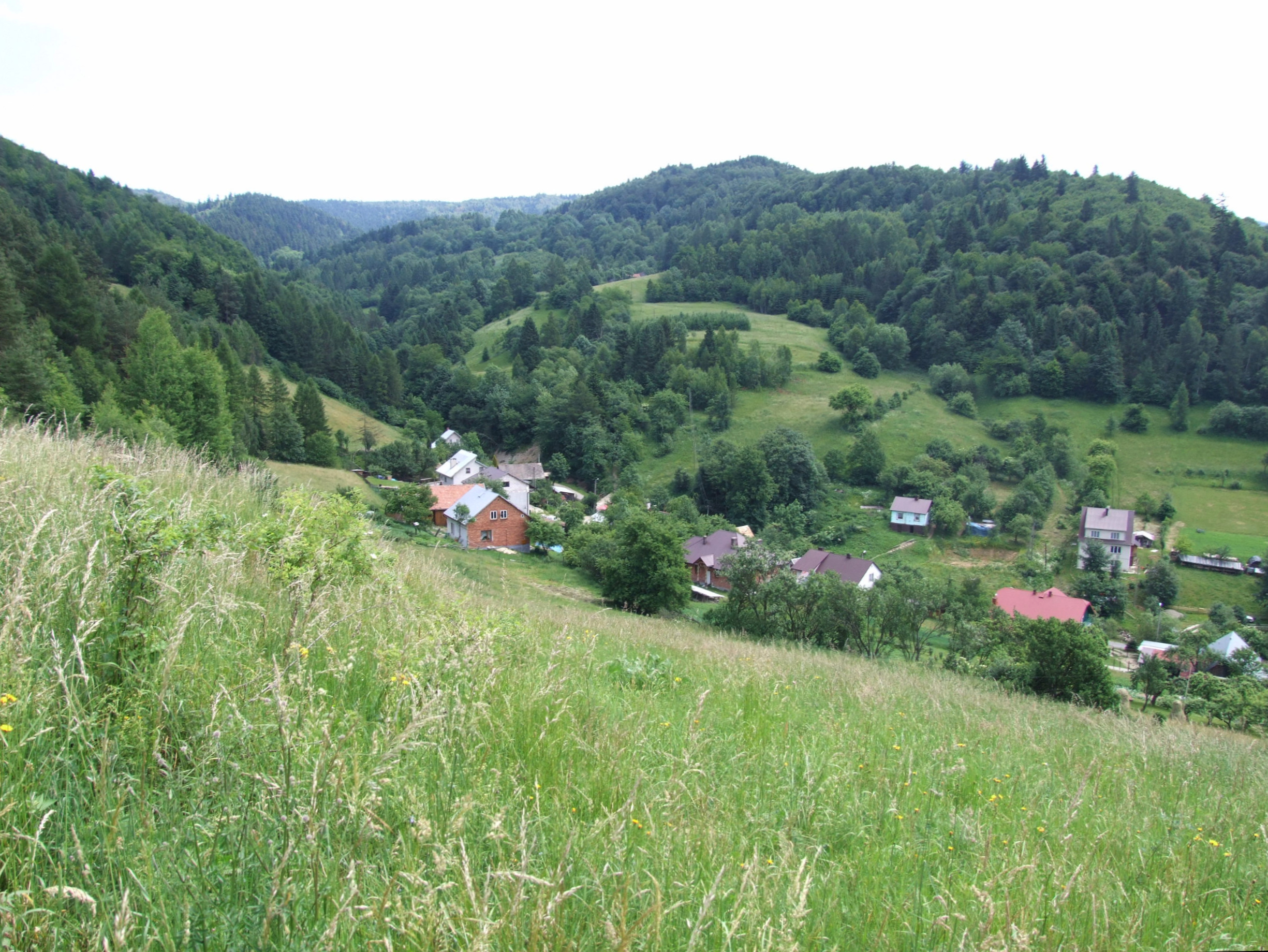
Вигляд зі схилів Мальніка на долину Потоку Підгірського, присілок Міцули та гора Здзяр

Підгірський Потік (пол. Podgórny Potok) — гірська річка в Польщі, у Новосондецькому повіті Малопольського воєводства. Права притока Папрада, (басейн Балтійського моря).

## Опис
Довжина річки 3,75 км, площа басейну водозбору 3,11  км². Формується безіменними струмками і протікає в горах Лелюховських (Бескид Сондецький).

## Розташування
Бере початок на північно-західних схилах гори Пшехиби (871 м) на висоті 840 м над рівнем моря (гміна Мушина). Спочатку тече на північний захід, а потім на південний захід і на північно-західній стороні від села Руська Воля над Попрадом впадає у річку Попрад, праву притоку Дунайця.